# روغن‌کار

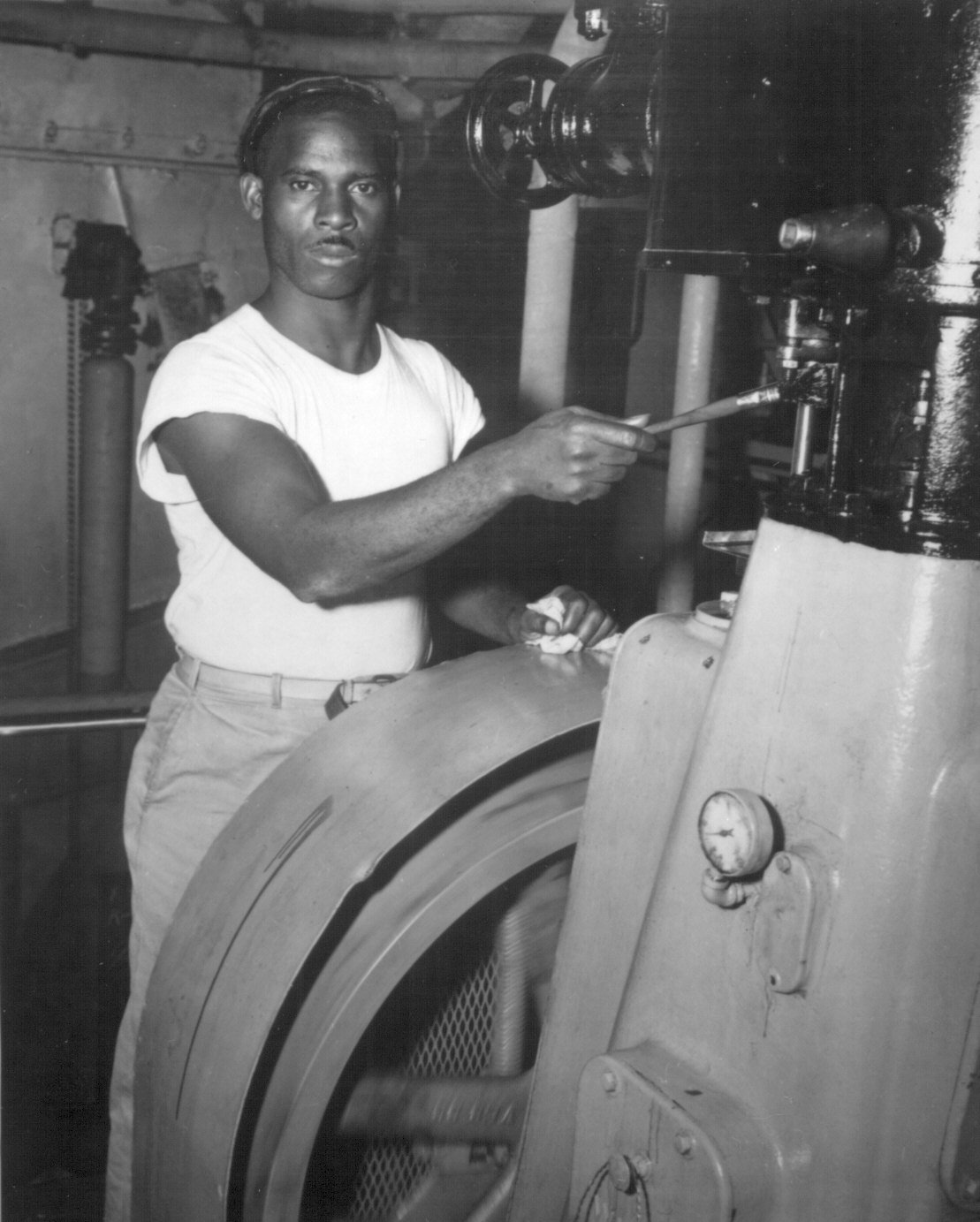
آرنولد. آر. فسر، روغن‌کاری که ۱۷ سال در دریا بود: «ما کار بزرگی کردیم تا این جنگ به پیروزی برسد. ما کشتیرانی را تا روز آخر سرپا نگه داشتیم. پس حالا وقت استراحت ماست.» - ۱۴ اکتبر ۱۹۴۴.

روغن‌کار (همچنین با نام «گریس‌کار» نیز شناخته می‌شود) کارگری است که کار اصلی او روانکاری ماشین‌آلات است. در گذشته در صنایع گوناگون از جمله کارهای دریایی(نیروی دریایی و تجاری)، راه‌آهن، فولادسازی، معدنکاری و ترابری ریلی سمتِ روغن‌کار وجود داشت. امروزه بیشتر این سمت‌ها با تغییر تکنولوژی حذف شده‌اند و روغن‌کاری، دیگر نیاز چندانی به دخالت انسانی ندارد، به طوری که به ندرت، روغن‌کاری به عنوان وظیفهٔ اصلی کارگران محسوب می‌شود. در دورانی که یاتاقانهای ساده در همه جا به چشم می‌خورد، هر گاه از روغن‌کاری سخن به میان می‌رفت اغلب منظور از آن پیشهٔ روغن‌کاری بود.
امروزه در کشتیرانی تجاری، روغن‌کار با جایگاهی متفاوت از گذشته به کار گمارده می‌شود. روغن‌کار در یک کشتی تجاری، کارگری است که بدون هیچ گواهینامه‌ای در بخش مهندسی کشتی کار می‌کند. این سمت از کارهای پایین رتبه در موتورخانه است. رتبهٔ روغن‌کار فقط از تمیزکار، بالاتر است. روغن‌کار هنگامی که زمان معینی از کار در کشتی را بگذراند، می‌تواند برای گذراندن دوره‌ها و آزمونهایی درخواست دهد تا گواهی مهندسیِ موتورخانه را دریافت کند.
روغن‌کار به عنوان عضوی از بخش مهندسی کشتی، پیشرانه و سایر سیستم‌های موجود در کشتی را اداره و نگهداری می‌کند. روغن‌کارها همچنین با تأسیسات «هتلی» روی کشتی، به ویژه فاضلاب، روشنایی، تهویهٔ مطبوع و سیستمهای آب سر و کار دارند. آنها به انتقال سوخت انبوه کشتی، کمک می‌کنند و به این خاطر نیاز به آموزش آتش‌نشانی و کمک‌های اولیه دارند. علاوه بر این، روغن‌کارها به تسهیل عملکرد قایق‌های کشتی و سایر کارهای دریایی - به ویژه در عملکرد درست تجهیزات بارگیری و تخلیهٔ بار و سیستم‌های ایمنی کمک می‌کنند. با این حال، کار تخلیهٔ بارهای ویژه، همچنان بر عهدهٔ افسران عرشه و کارگران عرشه است.